# Специализированный учебно-научный центр МГУ
Специализированный учебно-научный центр (факультет) — школа-интернат имени А. Н. Колмогорова Московского государственного университета имени М. В. Ломоносова (СУНЦ МГУ) — учебно-образовательное учреждение Российской Федерации, обеспечивающее получение последней ступени среднего образования (10-е и 11-е классы). Школа занимает второе место в России по конкурентоспособности учеников по версии RAEX.

## История
Летом 1963 года Постановлением Совета Министров СССР были основаны четыре специализированные школы-интерната физико-математического профиля, расположенные в Москве, Киеве, Новосибирске и Ленинграде. Каждая из них была прикреплена к государственному университету соответствующего города. Одним из инициаторов создания школ-интернатов выступал академик А. Н. Колмогоров, ставший на долгое время преподавателем московского интерната. Он читал курсы лекций по различным разделам математики до конца 1970-х годов. Интернат задумывался, прежде всего, как школа научного творчества для молодёжи, куда на конкурсной основе принимались школьники со всего Советского Союза. Говоря о школе научного творчества, имеются в виду не только профилирующие дисциплины. Так, выступая на одном из заседаний педагогического совета, А. Н. Колмогоров специально выделял эту учительскую задачу: «Существенно, что здесь в интернате, школьники приходят в соприкосновение с творческой мыслью. Это наш запрос, но по всем предметам!.. Метод работы — имитация научного исследования, шаг за шагом находить, вычислять нечто…, а не давать готовенькое…».
Подготовка же к созданию интерната началась ещё в 1963 году. Победители всероссийской олимпиады были приглашены в летнюю школу, проходившую в подмосковье. Работой школы руководил А. Н. Колмогоров — вёл занятия, читал лекции, организовывал экскурсии. Эти школьники и составили первый выпуск интерната в 1964 году (Абрамов А., Алексеев В., Архипов Г., Балин В., Бельнов В., Бойцов В., Ваничкин В., Воронин С., Гимон В., Иванов А., Ивлев Б., Знойко Д., Крыгин А., Кукушкин А., Нехорошев Н., Ноздрачёв В., Романцов В., Симонов А., Шумилин В.).
Отбор начинался с областных математических и физических олимпиад, где проходил письменный тур. Для поступления также необходимо было пройти устный тур и летнюю школу. Устный тур проходил как правило в институте усовершенствования учителей или или подобном вузе областного центра. Летняя школа проходила в самом интернате или в Подмосковье и являлась пробным сеансом двухнедельного обучения. В 1970х годах в интернат поступало в год по 150 школьников на двухгодичное обучение и 60 человек на одногодичное обучение. В московский интернат принимались школьники из центральной части РСФСР, Урала, Поволжья, Северного Кавказа, и Белоруссии.
Лекции читали профессора и преподаватели Московского университета и физико-технического института.
СУНЦ МГУ образован в 1988 году на базе Школы им. А. Н. Колмогорова (до 1988 года носил название «Специализированная школа-интернат № 18 физико-математического профиля при Московском государственном университете им. М. В. Ломоносова» или ФМШ-18). В 1990 году аналогичная школа (СУНЦ УрГУ) была создана при Уральском университете в Свердловске (ныне — Екатеринбург), где также развиты гуманитарные специализации.

## Образование
В СУНЦ поступают школьники из многих областей Российской Федерации и стран СНГ.
Чтобы поступить в школу сегодня, необходимо пройти два тура вступительных испытаний: первый тур проходит в Москве и многих регионах России в апреле-мае, а второй тур проходит в рамках Летней школы для поступающих, куда допускаются успешно прошедшие первый тур абитуриенты. Летняя школа обычно проходит на базе СУНЦ МГУ.
Профилем школы традиционно считались физика и математика, однако 13 ноября 1989 года был открыт класс с усиленной подготовкой по химии, затем — экономике — 1992 (последний выпуск состоялся в 1998 году), информатике — 1992, биологии — 2003, экологии — 2015.
В СУНЦ МГУ существуют физико-математический (одногодичный и двухгодичный потоки), компьютерно-информационный, химический и биологический профили обучения.

## Результаты работы
Сегодня СУНЦ МГУ — одна из сильнейших школ в России по уровню образования и уровню подготовки учащихся. Из школьников, поступивших в интернат в 1963-1970 годах, более двухсот человек защитили кандидатские диссертации.
В соответствии с Постановлением Правительства Москвы «О грантах Мэра Москвы в целях поддержки развития образовательной деятельности и воспитательной работы с учащимися» от 26.10.2011 г. был составлен рейтинг лучших школ Москвы. Методика подсчёта рейтинга основана на результатах московских и всероссийских олимпиад, а также на результатах ЕГЭ. Рейтинг СУНЦ, вычисленный Департаментом образования города Москвы на основе результатов школьников СУНЦ МГУ, составляет 588 баллов. Лучшие десять школ Москвы, ставшие лауреатами гранта мэра за результаты образовательной деятельности, набрали от 138 до 374 баллов. В 2013 году во впервые составленном Московским центром непрерывного математического образования списке 25 сильнейших школ России по показателям ЕГЭ, Всероссийских и международных олимпиад СУНЦ МГУ занял второе место, пропустив вперёд только московский лицей № 1535.
За время существования СУНЦ МГУ выпустил 310 будущих докторов и 1717 будущих кандидатов наук.
Среди выпускников есть академики, члены-корреспонденты и профессора РАН. Лауреаты премий в области науки, техники и образования. Директора научных институтов.
Технологические предприниматели и политики национального масштаба, известные деятели культуры и искусства — художники, певцы, писатели и поэты, актеры и режиссеры.

## Корпуса
СУНЦ МГУ состоит из пяти корпусов. Два из них является учебными, а остальные три являются корпусами общежития. Из-за расположения трёх корпусов в «шахматном» порядке корпуса СУНЦ МГУ иногда называют «тремя кубиками».
В 2020-2022 годах прошла масштабная реконструкция старого учебного корпуса, двух общежитий, стадиона и прилегающих территорий. В 2022 году были сданы три новых корпуса, включая один учебный и один жилой корпус на 180 мест.

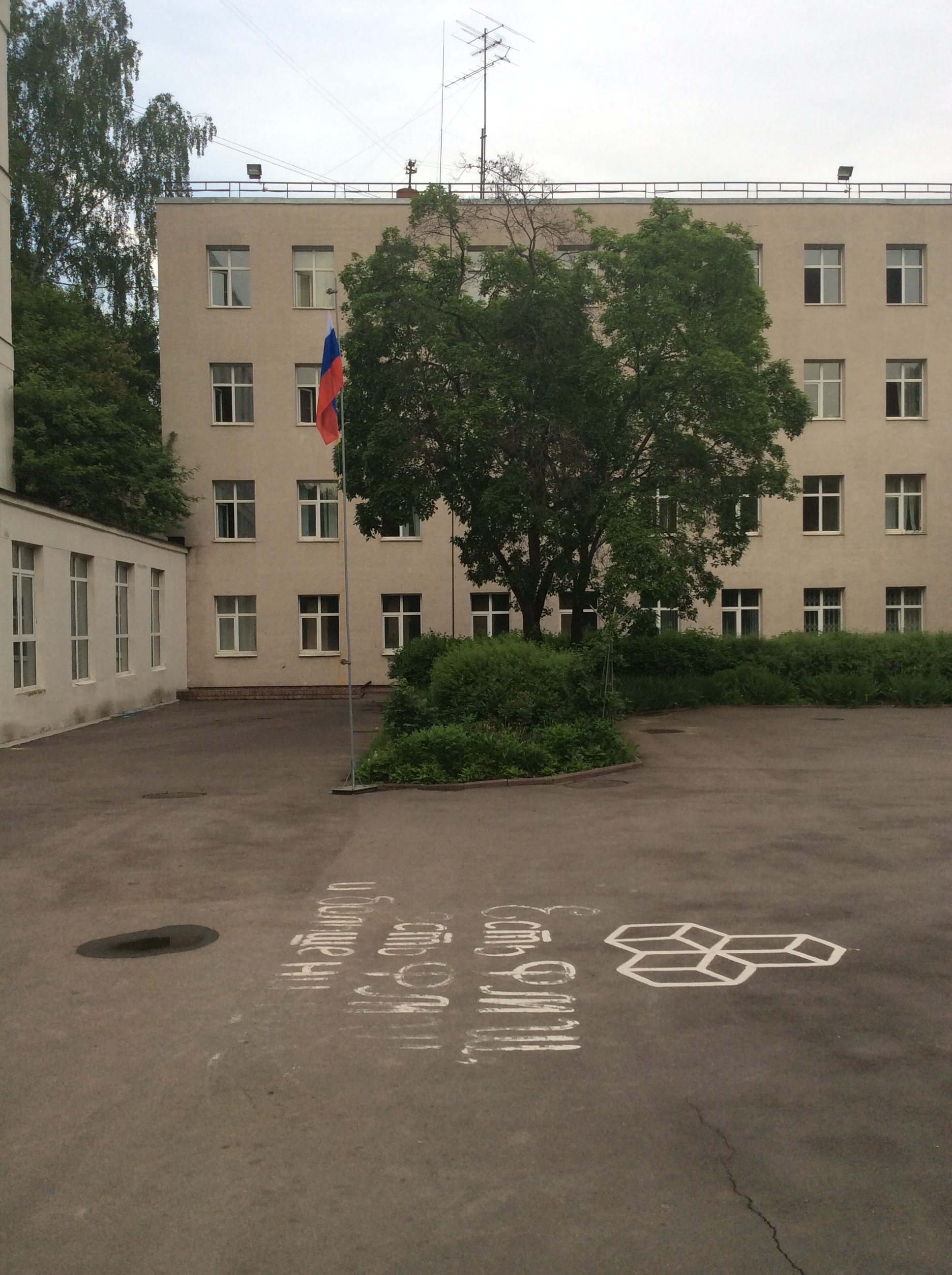
Площадка перед входом в учебный корпус
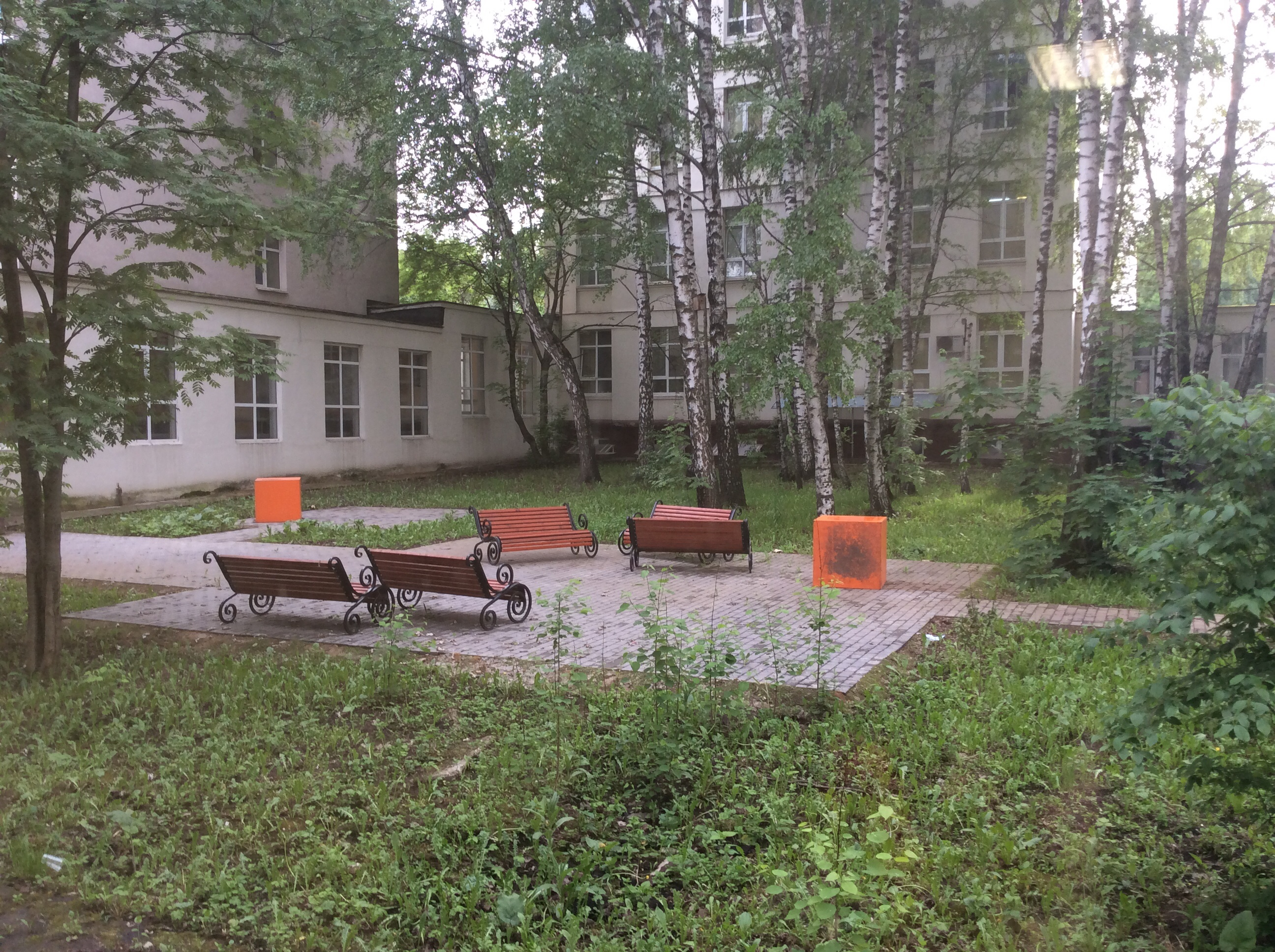
Внутренний дворик
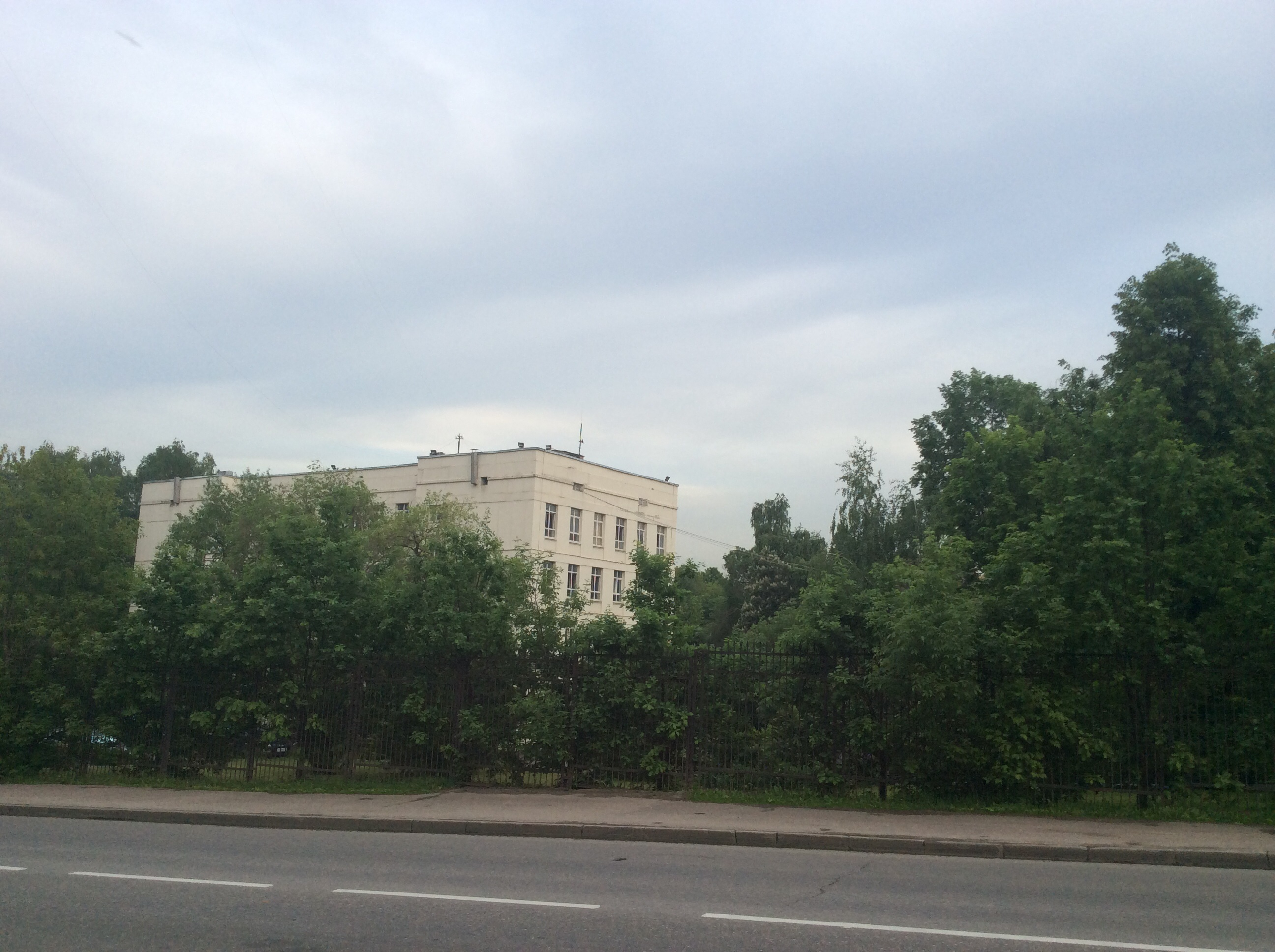
Вид на учебный корпус со стороны дороги
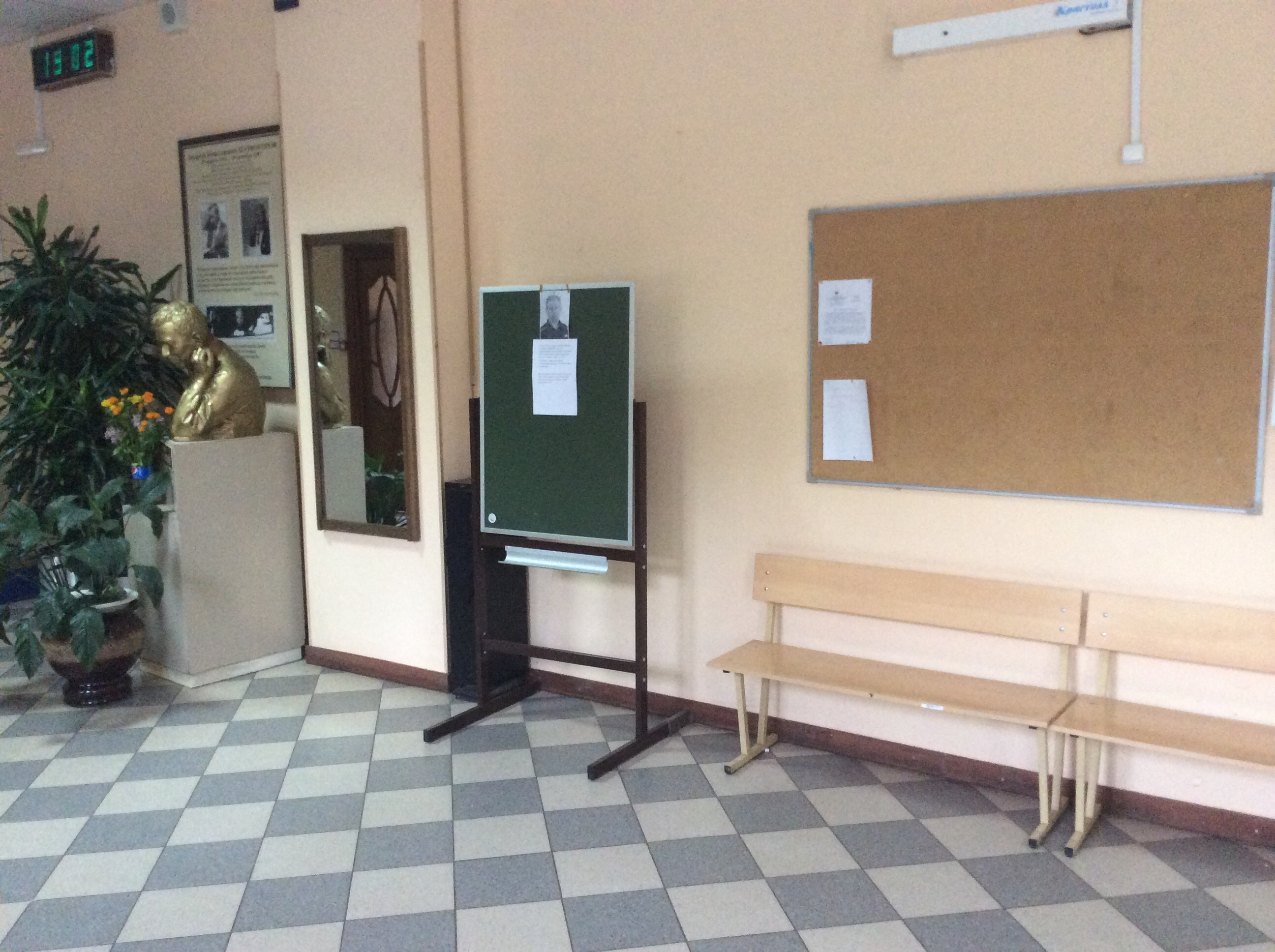
Холл учебного корпуса